# Manfred Richter (Schauspieler)
Manfred Richter (* 3. Januar 1944 in Magdeburg; † 20. April 2012 in Berlin) war ein deutscher Schauspieler und Synchronsprecher.

## Leben und Wirken
Manfred Richter arbeitete zunächst als Dreher, betrieb nebenbei Leistungssport als Boxer des Dynamo Magdeburg und des Dynamo Berlin, wo er von Regisseur Ulrich Thein als junger Draufgänger für dessen Fernsehfilm Titel hab’ ich noch nicht entdeckt wurde. Anschließend studierte er von 1964 bis 1967 Schauspiel an der Staatlichen Schauspielschule Berlin, gefolgt von Engagements an Bühnen in Dresden und Freiberg, bevor er ab 1977 freischaffend arbeitete.
Ab Ende der 1960er-Jahre trat er in vielen Kino- und Fernsehproduktionen der DDR auf. Einem breiten Publikum bekannt wurde er vor allem durch seine Rolle als Manfred Schubert in der Fernsehserie Geschichten übern Gartenzaun. Nach der Wiedervereinigung spielte er häufig in Nebenrollen verschiedener Fernsehserien mit, darunter beispielsweise Polizeiruf 110 oder Praxis Bülowbogen. Insgesamt wirkte er als Schauspieler vor der Kamera von 1964 bis 2010 in mehr als 70 Film-und-Fernsehproduktionen mit. Daneben arbeitete er als Theaterschauspieler an kleineren Bühnen, wie den Berliner Kammerspielen, der Dresdner Komödie oder der Neuen Schaubühne München.
Er arbeitete auch als Synchronsprecher. Er war über 130 Mal als Synchronsprecher eingesetzt und lieh dabei unter anderem Schauspielern wie beispielsweise Gérard Depardieu oder Frank Pesce seine Stimme.
Richter war verheiratet und lebte ab 1977 in Berlin. Am 20. April 2012 starb er im Alter von 68 Jahren in einem Berliner Krankenhaus an einem Herzstillstand infolge einer Gefäßerkrankung.

## Filmografie (Auswahl)
- 1964: Titel hab’ ich noch nicht
- 1967: Das Tal der sieben Monde
- 1968: Spur des Falken
- 1969: Mohr und die Raben von London
- 1973: Schüsse in Marienbad
- 1978: Polizeiruf 110 – Die letzte Chance (TV-Reihe)
- 1978–1990: Der Staatsanwalt hat das Wort (TV-Reihe, 6 Folgen)
- 1979: Polizeiruf 110 – Tödliche Illusion
- 1979: Nachtspiele
- 1980: Dach überm Kopf
- 1980: Polizeiruf 110 – Zeugen gesucht
- 1980: Der Direktor
- 1981: Meschkas Enkel
- 1982: Geschichten übern Gartenzaun (TV-Serie)
- 1983: Martin Luther
- 1984: Polizeiruf 110 – Schwere Jahre (2. Teil)
- 1984: Familie intakt (TV-Serie)
- 1985: Neues übern Gartenzaun (TV-Serie)
- 1985: Die Leute von Züderow (TV-Miniserie)
- 1985: Gritta von Rattenzuhausbeiuns
- 1986: Familie Neumann
- 1986: König Karl
- 1986: Neumanns Geschichten
- 1986: Zahn um Zahn (Fernsehserie, 2 Folgen)
- 1986: Schäferstündchen
- 1987: Kiezgeschichten (TV-Miniserie)
- 1987: Polizeiruf 110 – Unheil aus der Flasche
- 1988: Polizeiruf 110 – Still wie die Nacht
- 1988: Polizeiruf 110 – Flüssige Waffe
- 1989: Tierparkgeschichten (TV-Miniserie)
- 1989: Konstantin und Alexander
- 1989: Rita von Falkenhain (TV-Miniserie)
- 1990: Klein, aber Charlotte (TV-Miniserie)
- 1991: Aerolina (TV-Miniserie)
- 1992–2000: Wolffs Revier (TV-Serie, 4 Folgen)
- 1994: Praxis Bülowbogen (Fernsehserie, 1 Folge)
- 1995: Die Bratpfannenstory
- 1995: Für alle Fälle Stefanie (Fernsehserie, 1 Folge)
- 1996–2005: Im Namen des Gesetzes (Fernsehserie, 3 Folgen)
- 1998: Tatort: Money! Money! (TV-Reihe)
- 1999: Helden wie wir
- 1999: Nachtgestalten
- 2000: Tatort – Von Bullen und Bären
- 2001: Heidi M.
- 2001: Tatort – Berliner Bärchen
- 2003: Mein Weg zu Dir
- 2004: Heimat 3 – Chronik einer Zeitenwende (TV-Sechsteiler)
- 2005: Abschnitt 40 (Fernsehserie, 1 Folge)
- 2006: In aller Freundschaft (Fernsehserie, 1 Folge)
- 2009: Rosa Roth (TV-Reihe)
- 2009: Der Kriminalist (TV-Reihe)
- 2010: Polizeiruf 110 – Schatten